# Землюков, Сергей Валентинович
Сергей Валентинович Землюков (род. 20 августа 1952, Камень-на-Оби, Алтайский край) — российский политический деятель, юрист, ректор Алтайского государственного универстита в 2011—2018 годах.

## Биография
Сергей Землюков родился 20 августа 1952 года в Камне-на-Оби Алтайского края. В 1969 году окончил среднюю школу и начал трудовую деятельность на Алтайском заводе агрегатов. В 1970—1972 годах проходил службу в рядах Советской армии, с 1973 года — в органах внутренних дел Алтайского края.
В 1978 году окончил юридический факультет Алтайского государственного университета и остался работать в вузе на кафедре уголовного права и криминологии, где прошел путь от ассистента до профессора. В 1980 году С. В. Землюков поступил в аспирантуру юридического факультета Московского государственного университета (МГУ), где защитил кандидатскую диссертацию на тему «Понятие вредных последствий преступления и их правовое значение в советском уголовном праве». С 1990 по 1993 год Сергей Землюков являлся докторантом юридического факультета МГУ В 1994 году он успешно защитил докторскую диссертацию на тему «Преступный вред: теория, законодательство, практика». Является автором 134 научных работ, в том числе 4 монографий и 3 учебников.
С 1994 по 2011 год Сергей Землюков руководил кафедрой уголовного права и криминологии юридического факультета Алтайского государственного университета. В 1996 году он также принимал участие в подготовке проекта Уголовного кодекса РФ в комиссии Министерства юстиции РФ.
С 2000 по 2004 год Сергей Землюков являлся председателем комитета Алтайского краевого Совета народных депутатов по правовой политике и местному самоуправлению, а с 2004 по 2005 год — председателем комитета Алтайского краевого Совета народных депутатов по законности, правопорядку и защите прав граждан. С 2006 по 2008 год он был заместителем председателя Алтайского краевого Совета народных депутатов, а с 2008 по 2011 год — заместителем председателя Алтайского краевого Законодательного Собрания. При его участии были разработаны и приняты краевые законы «О системе профилактики безнадзорности и правонарушений несовершеннолетних в Алтайском крае», "Об утверждении краевой целевой программы «Комплексные меры противодействия злоупотреблению наркотиками и их незаконному обороту в Алтайском крае на 2005—2008 годы», «О порядке назначения и деятельности мировых судей в Алтайском крае», «Об Уполномоченном по правам человека в Алтайском крае».
В 2011 году Сергей Землюков выбран ректором Алтайского государственного университета. В 2012 году он вошёл в состав Совета по науке и образованию при президенте России. В 2012 году Землюкова избрали председателем Совета ректоров вузов Алтайского края и Республики Алтай, а в 2013 году — президентом Ассоциации азиатских университетов.
В 2018 году С. В. Землюков покинул пост ректора АлтГУ.

## Награды и почётные звания
- Почётное звание «Заслуженный юрист Российской Федерации».
- Почётная грамота Совета Федерации Федерального Собрания Российской Федерации.
- Почётная грамота Государственной Думы Федерального Собрания Российской Федерации.
- Знак отличия «Парламент России».
- Нагрудный знак «За содействие ФСКН России».
- Нагрудный знак «Почётный работник высшего профессионального образования Российской Федерации».
- Медаль «200 лет МВД России».
- Медали Алтайского края «За заслуги в труде» и «За заслуги перед обществом».
- Почётная грамота Алтайского краевого Совета народных депутатов.
- Почётная грамота Главного управления внутренних дел Алтайского края.

## Семейное положение
Женат. Имеет двоих сыновей.